# HMS E15
Pour les articles homonymes, voir E15.
Le HMS E15 est un sous-marin britannique de classe E de la Royal Navy, mis en service en 1914.

## Conception
Comme tous les sous-marins de la classe E postérieurs au E8, le E15 avait un déplacement de 662 tonnes en surface et de 807 tonnes en immersion. Il avait une longueur totale de 55 m et un maître-bau de 6,92 m. Il était propulsé par deux moteurs Diesel Vickers huit cylindres à deux temps de 800 chevaux (600 kW) et moteurs électriques deux moteurs électriques de 420 chevaux (310 kW),. 
Le sous-marin avait une vitesse maximale de 16 nœuds (30 km/h) en surface et de 10 nœuds (19 km/h) en immersion. Les sous-marins britanniques de la classe E avaient une capacité en carburant de 50 tonnes de gazole, et une autonomie de 2 829 milles marins (5 238 km) lorsqu’ils faisaient route à 10 nœuds (19 km/h). Ils pouvaient naviguer sous l’eau pendant cinq heures en se déplaçant à 5 nœuds (9,3 km/h).
Comme pour la plupart des premiers bateaux de la classe E, le E15 n’était pas équipé d’un canon de pont pendant sa construction, mais lorsqu’il fut engagé dans la campagne des Dardanelles, un canon QF (Quick Firing : tir rapide) de 3 pouces (76 mm) fut installé à l’avant du kiosque par l’arsenal de Malte. Il avait cinq tubes lance-torpilles de 18 pouces (457 mm), deux à l’avant, un de chaque côté à mi-longueur du navire et un à l’arrière. Au total, 10 torpilles étaient emportées à bord.
Les sous-marins de la classe E avaient la télégraphie sans fil d’une puissance nominale de 1 kilowatt. Sur certains sous-marins, ces systèmes ont par la suite été mis à niveau à 3 kilowatts en retirant un tube lance-torpilles du milieu du navire. Leur profondeur maximale de plongée théorique était de 100 pieds (30 mètres). Cependant, en service, certaines unités ont atteint des profondeurs supérieures à 200 pieds (61 mètres). Certains sous-marins contenaient des oscillateurs Fessenden.
Leur équipage était composé de trois officiers et 28 hommes.

## Engagements
Le HMS E15 a été construit par Vickers à Barrow-in-Furness. Il a été lancé le 23 avril 1914.
Pendant la Première Guerre mondiale, le E15 servit en mer Méditerranée, participant à la campagne de Gallipoli contre l’Empire ottoman. Le 16 avril 1915, sous le commandement du lieutenant commander Theodore S. Brodie, le E15 appareille de sa base de Moudros et tente de passer en force les Dardanelles jusqu’à la mer de Marmara. Tôt dans la matinée du 17 avril, le sous-marin, ayant plongé trop profondément et s’étant pris dans le courant vicieux, s’est échoué à une dizaine de milles (16 km) près de la Pointe Kephez, directement sous les canons de Fort Dardanos. Le E15 a rapidement été touché et désemparé. Brodie a été tué dans le kiosque par des éclats d’obus et six membres de l’équipage ont été tués par du chlore gazeux libéré lorsque les batteries du sous-marin ont été exposées à l’eau de mer après un second coup au but. Contraints d’évacuer le navire, les autres membres de l’équipage se sont rendus, pour être incarcérés dans un camp de prisonniers de guerre près d’Istanbul, où six sont morts plus tard.
L’échouement a rapidement été remarqué par les avions du Royal Naval Air Service (RNAS) et signalé au SS Hindu Kush, le quartier général et navire-dépôt des sous-marins alliés. Il a été jugé impératif que le E15 soit détruit pour empêcher les Turcs de le renflouer. Plusieurs tentatives furent faites. D’abord, le sous-marin britannique HMS B6, avec le frère de Brodie à bord, essaya de le couler avec une torpille mais le manqua. Plus tard, pendant la nuit, les destroyers HMS Grampus et HMS Scorpion (commandé par le futur amiral Andrew Browne Cunningham, chef renommé de la Flotte Méditerranéenne britannique durant la Seconde Guerre mondiale), ont tenté de le retrouver, mais ont échoué. Le lendemain matin, le sous-marin britannique HMS B11 n’a pas non plus réussi à localiser le E15 échoué, en raison du brouillard dense. Puis les cuirassés HMS Triumph et HMS Majestic furent envoyés, mais ils furent empêchés de s’approcher à moins de 11 kilomètres du sous-marin par les tirs intenses des batteries côtières turques, et ils durent se retirer. Pendant ce temps, des hydravions ont tenté de bombarder le E15, mais ont également échoué.

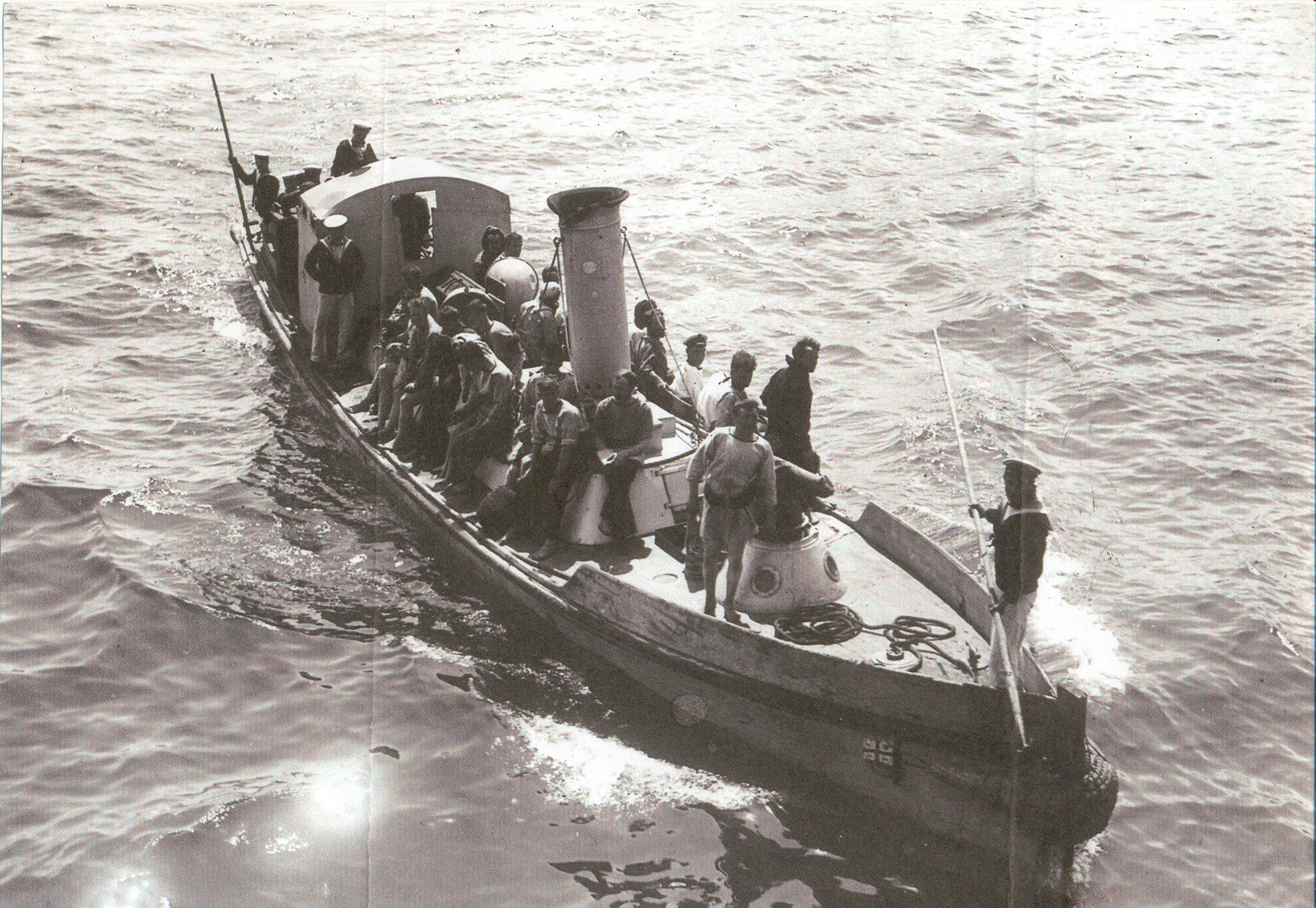
La vedette du HMS Triumph revient au cuirassé après l’expédition du E15.

Enfin, dans la nuit du 18 avril, deux vedettes de 17 mètres, l’une du Triumph, l’autre du Majestic, toutes deux armées de deux torpilles de 14 pouces (356 mm) de diamètre avec des dispositifs pour les tirer, sont entrées en action. Le lieutenant commander Eric Robinson, un volontaire du HMS Vengeance, commandait l’expédition depuis le bateau de Triumph. Le lieutenant commander Claud Herbert Godwin commandait le bateau du Majestic. Partis à 22 h, les deux navires ont réussi à naviguer dans l’étroit chenal pendant sept milles avant d’être repérés et éclairés par des projecteurs, attirant une grêle de feu tirée depuis les deux rives. Miraculeusement, les deux embarcations restèrent intactes, et lorsqu’un projecteur mal dirigé éclaira brièvement le sous-marin endommagé, Godwin saisit sa chance. Aveuglé par les projecteurs, il a manqué son premier tir. Quelques secondes plus tard, les artilleurs turcs ont marqué leur seul coup au but, emportant une partie de l’arrière et blessant mortellement un marin. Sans être découragé, Godwin est retourné à l’attaque et a tiré sa deuxième torpille, qui a frappé le E15 juste en avant du kiosque, mais bien en dessous de la ligne de flottaison. Robinson, observant le sort de ses camarades, amena sans hésiter son bateau bord à bord avec eux et les sauva. Désormais doublement chargé, le bateau du Triumph s’enfuit en aval sans être repéré, les artilleurs turcs concentrant leur tir sur l’épave abandonnée à la dérive de son navire jumeau.
L’action du E15 aurait sans nul doute valu à Robinson la Croix de Victoria (VC) s’il n’avait pas déjà été recommandé pour cette récompense à la suite d’exploits antérieurs sur la péninsule de Gallipoli. Au lieu de cela, il a été promu commander par décret spécial. Le lieutenant Godwin a reçu l’Ordre du Service distingué (DSO), le lieutenant Brooke-Webb et l’aspirant Woolley ont reçu la Distinguished Service Cross (DSC), tandis que les autres membres d’équipage, tous volontaires, ont reçu la Distinguished Service Medal (DSM).
L’épave du E15 est restée au large de la Pointe Kephez dans 8 mètres d’eau. Les corps du lieutenant commander Brodie et de plusieurs membres d’équipage, initialement enterrés sur une plage à proximité, ont été re-inhumés au cimetière consulaire de Çanakkale.